# Sainte-Solange
Sainte-Solange est une commune française située dans le département du Cher en région Centre-Val de Loire. Son nom est tiré de sainte Solange, sainte patronne du Berry.

## Géographie
Situé à une quinzaine de kilomètres de Bourges, préfecture du Cher, le village de Sainte-Solange se trouve aussi à sept kilomètres des Aix-d'Angillon, chef-lieu de canton. Le village est traversé par l'Ouatier, petite rivière affluente du Colin.

### Climat
Pour des articles plus généraux, voir Climat du Centre-Val de Loire et Climat du Cher.
En 2010, le climat de la commune est de type climat océanique dégradé des plaines du Centre et du Nord, selon une étude du CNRS s'appuyant sur une série de données couvrant la période 1971-2000. En 2020, Météo-France publie une typologie des climats de la France métropolitaine dans laquelle la commune est exposée à un climat océanique altéré et est dans la région climatique  Centre et contreforts nord du Massif Central, caractérisée par un air sec en été et un bon ensoleillement. 
Pour la période 1971-2000, la température annuelle moyenne est de 11,1 °C, avec une amplitude thermique annuelle de 15,7 °C. Le cumul annuel moyen de précipitations est de 764 mm, avec 11,6 jours de précipitations en janvier et 7,4 jours en juillet. Pour la période 1991-2020, la température moyenne annuelle observée sur la station météorologique la plus proche, située sur la commune de Farges-en-Septaine à 10 km à vol d'oiseau, est de 11,9 °C et le cumul annuel moyen de précipitations est de 756,5 mm,. Pour l'avenir, les paramètres climatiques de la commune estimés pour 2050 selon différents scénarios d'émission de gaz à effet de serre sont consultables sur un site dédié publié par Météo-France en novembre 2022.

## Urbanisme

### Typologie
Au 1er janvier 2024, Sainte-Solange est catégorisée bourg rural, selon la nouvelle grille communale de densité à 7 niveaux définie par l'Insee en 2022.
Elle est située hors unité urbaine. Par ailleurs la commune fait partie de l'aire d'attraction de Bourges, dont elle est une commune de la couronne,. Cette aire, qui regroupe 111 communes, est catégorisée dans les aires de 50 000 à moins de 200 000 habitants,.

### Occupation des sols
L'occupation des sols de la commune, telle qu'elle ressort de la base de données européenne d’occupation biophysique des sols Corine Land Cover (CLC), est marquée par l'importance des territoires agricoles (96,8 % en 2018), une proportion sensiblement équivalente à celle de 1990 (97,1 %). La répartition détaillée en 2018 est la suivante : 
terres arables (85,7 %), prairies (6,1 %), zones agricoles hétérogènes (5 %), zones urbanisées (2 %), forêts (1,2 %).
L'évolution de l’occupation des sols de la commune et de ses infrastructures peut être observée sur les différentes représentations cartographiques du territoire : la carte de Cassini (XVIIIe siècle), la carte d'état-major (1820-1866) et les cartes ou photos aériennes de l'IGN pour la période actuelle (1950 à aujourd'hui).

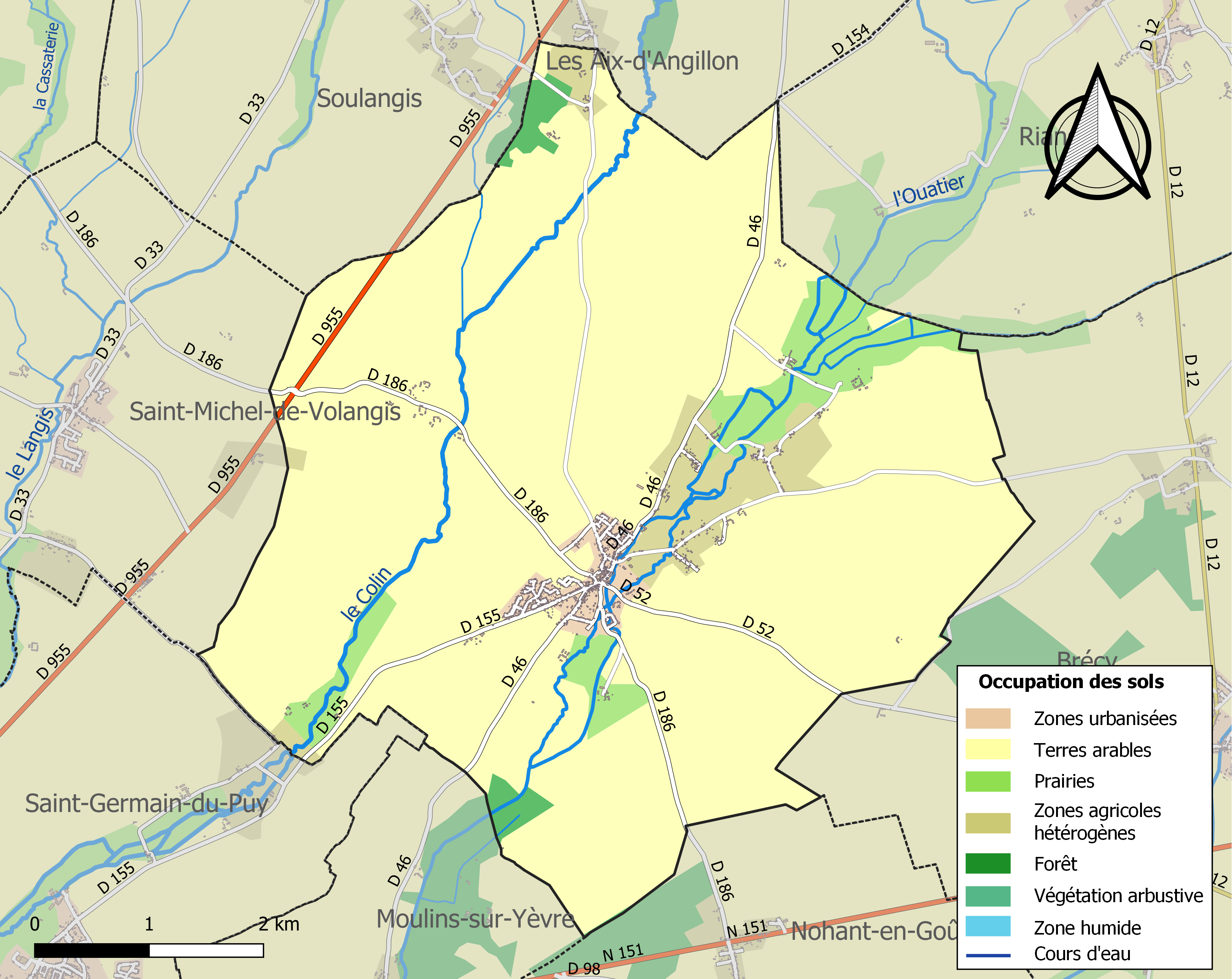
Carte des infrastructures et de l'occupation des sols de la commune en 2018 (CLC).

### Risques majeurs
Le territoire de la commune de Sainte-Solange est vulnérable à différents aléas naturels : météorologiques (tempête, orage, neige, grand froid, canicule ou sécheresse), mouvements de terrains et séisme (sismicité faible). Il est également exposé à un risque technologique,  le transport de matières dangereuses. Un site publié par le BRGM permet d'évaluer simplement et rapidement les risques d'un bien localisé soit par son adresse soit par le numéro de sa parcelle.

#### Risques naturels

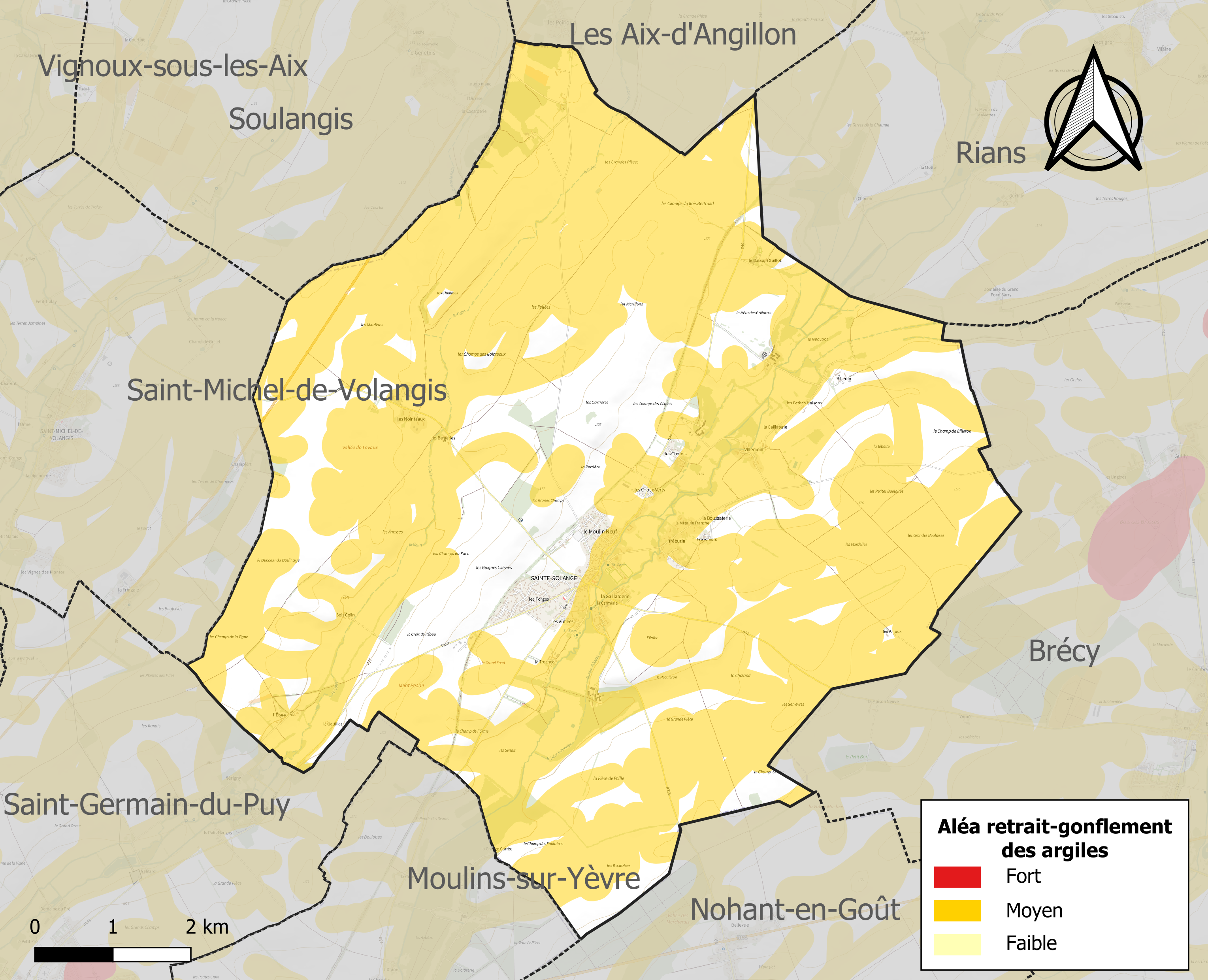
Carte des zones d'aléa retrait-gonflement des sols argileux de Sainte-Solange.

La commune est vulnérable au risque de mouvements de terrains constitué principalement du retrait-gonflement des sols argileux. Cet aléa est susceptible d'engendrer des dommages importants aux bâtiments en cas d’alternance de périodes de sécheresse et de pluie. 75,5 % de la superficie communale est en aléa moyen ou fort (90 % au niveau départemental et 48,5 % au niveau national). Sur les 566 bâtiments dénombrés sur la commune en 2019, 267 sont en aléa moyen ou fort, soit 47 %, à comparer aux 83 % au niveau départemental et 54 % au niveau national. Une cartographie de l'exposition du territoire national au retrait gonflement des sols argileux est disponible sur le site du BRGM,.
Concernant les mouvements de terrains, la commune a été reconnue en état de catastrophe naturelle au titre des dommages causés par la sécheresse en 2018 et 2020 et par des mouvements de terrain en 1999.

#### Risques technologiques
Le risque de transport de matières dangereuses sur la commune est lié à sa traversée par des infrastructures routières ou ferroviaires importantes ou la présence d'une canalisation de transport d'hydrocarbures. Un accident se produisant sur de telles infrastructures est en effet susceptible d’avoir des effets graves au bâti ou aux personnes jusqu’à 350 m, selon la nature du matériau transporté. Des dispositions d’urbanisme peuvent être préconisées en conséquence.

## Histoire
Le village se nommait d'abord, jusqu'au IXe siècle, Saint-Martin-du-Crôt, et ce nom reste aujourd'hui celui de la principale rue du village. 
- IXe siècle : une jeune bergère nommée Solange est tuée par Bernard de Gothie, fils du comte de Poitiers, qui voulait l'épouser. En effet, rejetant son offre pour se consacrer à l'amour de Dieu, elle aurait eu la tête tranchée par son prétendant. Ensuite, il aurait ramassé et porté son corps jusqu'au lieu de sa naissance, Villemont, lieu-dit situé à 2 km du bourg. Depuis, le village est nommé Sainte-Solange, et c'est la seule commune de ce nom en France. Cette bergère deviendra Sainte Solange et sera par la suite élevée sainte patronne du Berry.
- 1511 : l'église est consacrée par Denis de Bar, ancien évêque de Saint-Papoul (en Languedoc), originaire du Berry.

## Politique et administration

### Tendances politiques et résultats
| Scrutin             | Scrutin             | 1er tour | 1er tour | 1er tour | 1er tour | 1er tour | 1er tour | 1er tour | 1er tour | 1er tour | 1er tour | 1er tour | 1er tour | 2d tour | 2d tour | 2d tour | 2d tour | 2d tour | 2d tour |
| Scrutin             | Scrutin             | 1er      | 1er      | %        | 2e       | 2e       | %        | 3e       | 3e       | %        | 4e       | 4e       | %        | 1er     | 1er     | %       | 2e      | 2e      | %       |
| ------------------- | ------------------- | -------- | -------- | -------- | -------- | -------- | -------- | -------- | -------- | -------- | -------- | -------- | -------- | ------- | ------- | ------- | ------- | ------- | ------- |
| Présidentielle 2017 | Présidentielle 2017 |          | EM       | 23,95    |          | FN       | 23,81    |          | LFI      | 20,41    |          | LR       | 16,60    |         | EM      | 61,56   |         | FN      | 38,44   |
| Présidentielle 2022 | Présidentielle 2022 |          | RN       | 30,64    |          | LREM     | 26,30    |          | LFI      | 15,46    |          | LR       | 5,64     |         | LREM    | 52,61   |         | RN      | 47,39   |
| Législatives 2022   | 1er                 |          | RE-Ens   | 30,48    |          | RN       | 28,07    |          | PS-Nupes | 24,12    |          | LR       | 10,53    |         | RE      | 53,65   |         | PS      | 46,35   |
| Législatives 2024   | 1er                 |          | RN       | 46,09    |          | RE-Ens   | 31,45    |          | PS-NFP   | 21,30    |          | LO       | 1,16     |         | RE      | 52,12   |         | RN      | 47,88   |

### Liste des maires
| Période                                  | Période      | Identité                     | Étiquette | Qualité                                                                                    |
| ---------------------------------------- | ------------ | ---------------------------- | --------- | ------------------------------------------------------------------------------------------ |
|                                          | mars 2001    | Roger Demarsy                | SE        |                                                                                            |
| mars 2001                                | mars 2008    | Jean Méchin                  | SE        |                                                                                            |
| mars 2008                                | janvier 2012 | Didier Barotte               | SE        |                                                                                            |
| avril 2012                               | mars 2014    | Roger Demarsy                | SE        |                                                                                            |
| mars 2014                                | mai 2020     | Georges Lamy                 | SE        | Agriculteur retraité                                                                       |
| mai 2020                                 | en cours     | Ghislaine de Bengy-Puyvallée | SE        | Chef d'entreprise Conseillère départementale du Canton de Saint-Germain-du-Puy (2015-2021) |
| Les données manquantes sont à compléter. |              |                              |           |                                                                                            |

## Démographie
L'évolution du nombre d'habitants est connue à travers les recensements de la population effectués dans la commune depuis 1793. Pour les communes de moins de 10 000 habitants, une enquête de recensement portant sur toute la population est réalisée tous les cinq ans, les populations de référence des années intermédiaires étant quant à elles estimées par interpolation ou extrapolation. Pour la commune, le premier recensement exhaustif entrant dans le cadre du nouveau dispositif a été réalisé en 2005.

En 2022, la commune comptait 1 114 habitants, en évolution de −2,71 % par rapport à 2016 (Cher : −2,48 %, France hors Mayotte : +2,11 %).
| 1793  | 1800 | 1806 | 1821 | 1831 | 1836 | 1841 | 1846 | 1851  |
| ----- | ---- | ---- | ---- | ---- | ---- | ---- | ---- | ----- |
| 1 074 | 715  | 813  | 807  | 943  | 977  | 894  | 946  | 1 060 |

| 1856  | 1861  | 1866 | 1872 | 1876 | 1881 | 1886 | 1891 | 1896 |
| ----- | ----- | ---- | ---- | ---- | ---- | ---- | ---- | ---- |
| 1 100 | 1 080 | 992  | 989  | 983  | 949  | 942  | 941  | 872  |

| 1901 | 1906 | 1911 | 1921 | 1926 | 1931 | 1936 | 1946 | 1954 |
| ---- | ---- | ---- | ---- | ---- | ---- | ---- | ---- | ---- |
| 886  | 888  | 885  | 815  | 778  | 773  | 725  | 760  | 681  |

| 1962 | 1968 | 1975 | 1982  | 1990  | 1999  | 2005  | 2006  | 2010  |
| ---- | ---- | ---- | ----- | ----- | ----- | ----- | ----- | ----- |
| 668  | 594  | 846  | 1 089 | 1 257 | 1 304 | 1 222 | 1 218 | 1 180 |

| 2015  | 2020  | 2022  | - | - | - | - | - | - |
| ----- | ----- | ----- | - | - | - | - | - | - |
| 1 154 | 1 122 | 1 114 | - | - | - | - | - | - |

## Culture locale et patrimoine

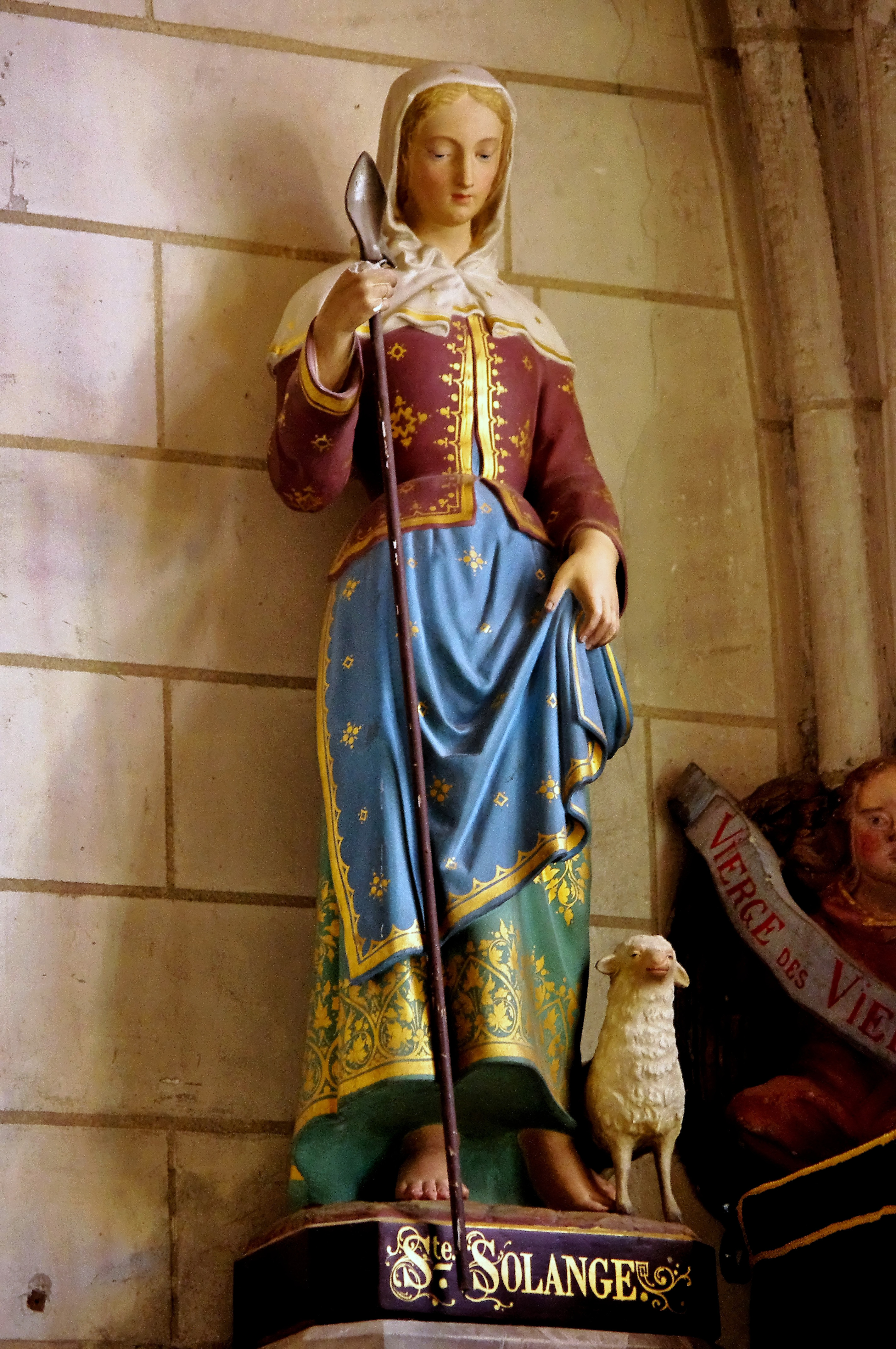
Solange de Bourges, statue polychrome en l'église Saint-André d'Argent-sur-Sauldre.

### Fêtes et événements
- Pèlerinage de Sainte Solange : a lieu tous les ans, le lundi de Pentecôte. Le pèlerinage célèbre sainte Solange, sainte patronne du Berry. Le matin a lieu une messe en l'église Saint-Martin, puis une procession, durant laquelle la foule suit les reliques de la sainte jusqu'au Champ-du-Martyr et à la chapelle, où une messe est prononcée. Des jeunes filles, habillées en bergère, font partie de cette procession. Auparavant, de nombreuses festivités étaient organisées, comme une fête foraine ainsi qu'un tournoi de football. Face à la moindre fréquentation des fêtes religieuse, cette ferveur populaire a disparu.
- Scènes légendaires de Sainte-Solange : spectacle en plein air sur le Champ-du-Martyr, représenté par des personnalités amateurs et professionnels, représentant un épisode de l'histoire de Sainte-Solange ou de l'histoire de France :  
  - 2009 - Solange, bergère du Berry
  - 2010 - Les Treize Sorcières de Ste-Solange
  - 2011 - Réseau Solange : La fin de la malédiction
  - 2012 - L'Arbre aux Fées : il était une fois Jeanne la pucelle..
  - 2013 - L'Inconnue de Damas : il était une fois Jacques Cœur...
  - 2014 - Le Chemin des Dames
  - 2015 - La Chapelle aux Enfants Perdus
  - 2016 - Au Revoir Solange. Les Légendes ne meurent jamais
- Pèlerinage de Saint-Jacques-de-Compostelle : passe par Sainte-Solange, en provenance de Brécy pour se diriger vers Bourges via la voie Jacques-Cœur. Le chemin traverse le bourg, passe devant la mairie et emprunte une portion de la D46 en direction de Saint-Germain du Puy, avant de bifurquer sur la voie Jacques-Coeur. Jusqu'à ce chemin, l'itinéraire est très fréquemment goudronné, les pèlerins étant peu protégés du passage des automobiles.

### Lieux et monuments

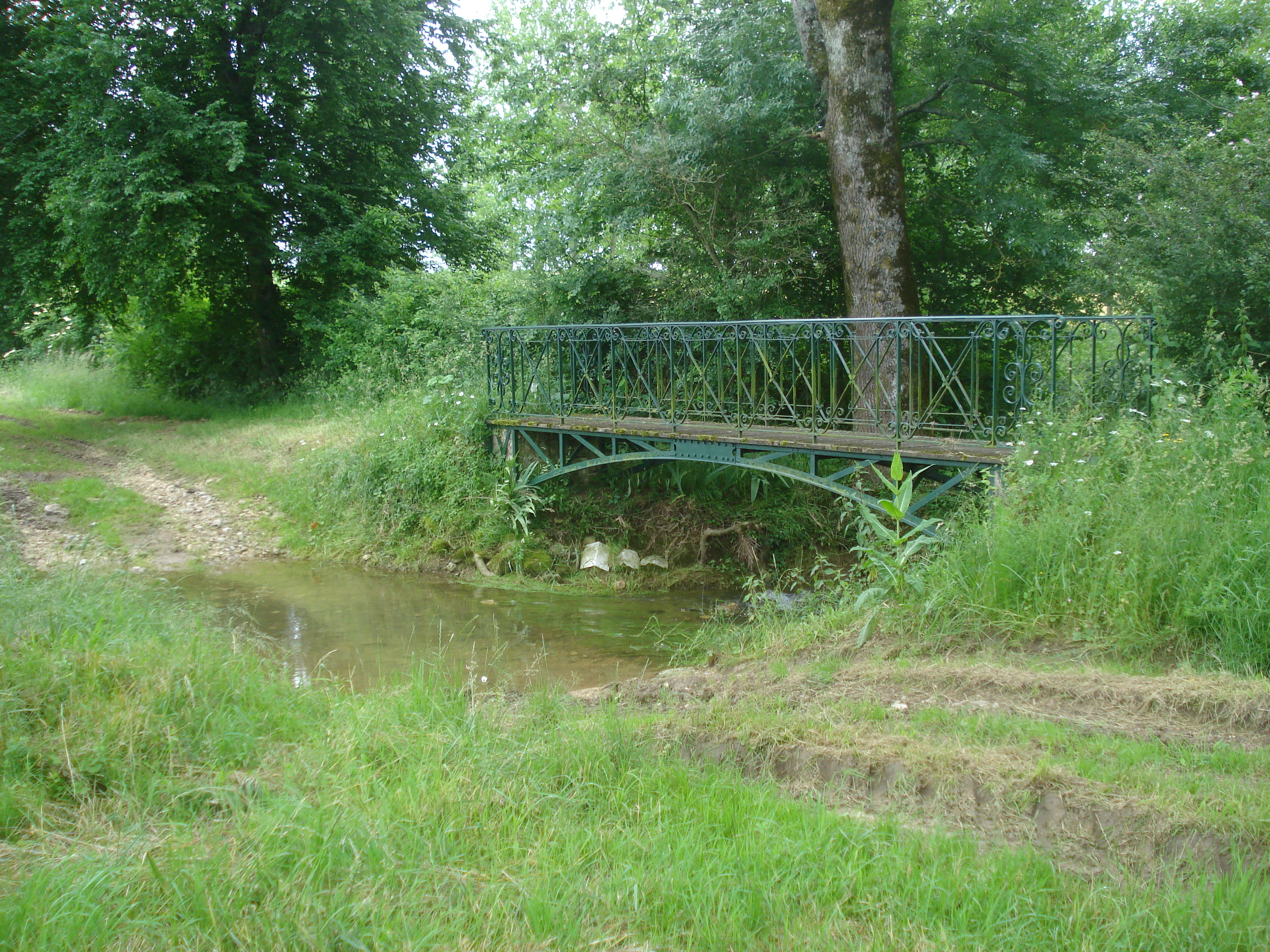
Passerelle sur le Colin à Sainte-Solange.

- Église Sainte-Solange, XIIe siècle, restaurée en 1600, classée monument historique en 1913[25].
- Lavoir de Sainte Solange, XIXe siècle[26].
- Chapelle Sainte-Solange, consacrée à la martyre sainte Solange.
- Passerelle sur le Colin.

### Personnalités liées à la commune
- Sainte Solange, née en 878 à Saint-Martin-du-Crot (aujourd’hui Sainte-Solange), au lieu-dit Villemont.
- Robert Rigot (1908-1998), dessinateur inhumé au village.